# Return To Horrorland
Return to Horrorland este al treisprezecelea roman al lui R. L. Stine, din Seria Goosebumps, seria 2000.
Principalele atracții sunt: Castelul lui Dracula, Bowling cu capuri, grădina cu vulturi, caruselul zombiilor, masaj cu insecte, plimbarea cu mumia etc.
Are în jur de 1444 de pagini și se poate cumpăra în SUA și în câteva alte țări, la prețul de 1,46 $.